# Eidepollen
Der Eidepollen ist ein etwa sechs Kilometer langer Fjord in der Kommune Senja im Fylke (Provinz) Troms, Nordnorwegen. 

## Der Fjord
Er beginnt im Westen am Vågsfjord, erstreckt sich nach Osten bis zu dem Dorf Eid (Stonglandseid), nach dem er benannt ist, und trennt dabei die Halbinsel Stongland (Stonglandet) nahezu vollständig vom Hauptteil der Insel Senja im Norden. 
Die zwei Kilometer breite Einmündung in den Vågsfjord liegt zwischen den Schären Dragøyskjær im Norden und Halsvær im Süden, beide mit Leuchtfeuer. Auf der Nordseite der Einfahrt liegen die beiden kleinen Dörfer Dragøy und Frovåg, ihnen gegenüber liegt die Siedlung Hals (Stonglandhals) am südlichen Ufer. Im Fjordinneren befinden sich nur Streusiedlungen. Der Fjord verjüngt sich allmählich in seinem Verlauf nach Osten und ist an seinem verflachenden Ende bei Stonglandseid nur noch etwa 200 m breit.

## Stonglandseid
Stonglandseid hat etwa 200 Einwohner und liegt auf und an einem flachen, nur 350 m breiten Isthmus, der den Eidepollen vom Tranøyfjord im Osten trennt. Von Stonglandseid führen die Provinzialstraße Fv860 nach Osten entlang dem Südufer von Senja bis nach Silsand und zur Gisundbrua auf das Festland, die Fv221 ebenfalls entlang dem Südufer von Senja nach Westen, und die Fv223 und eine Gemeindestraße nach Süden bzw. Südwesten auf die Halbinsel Stongland, 